# Palm Breweries

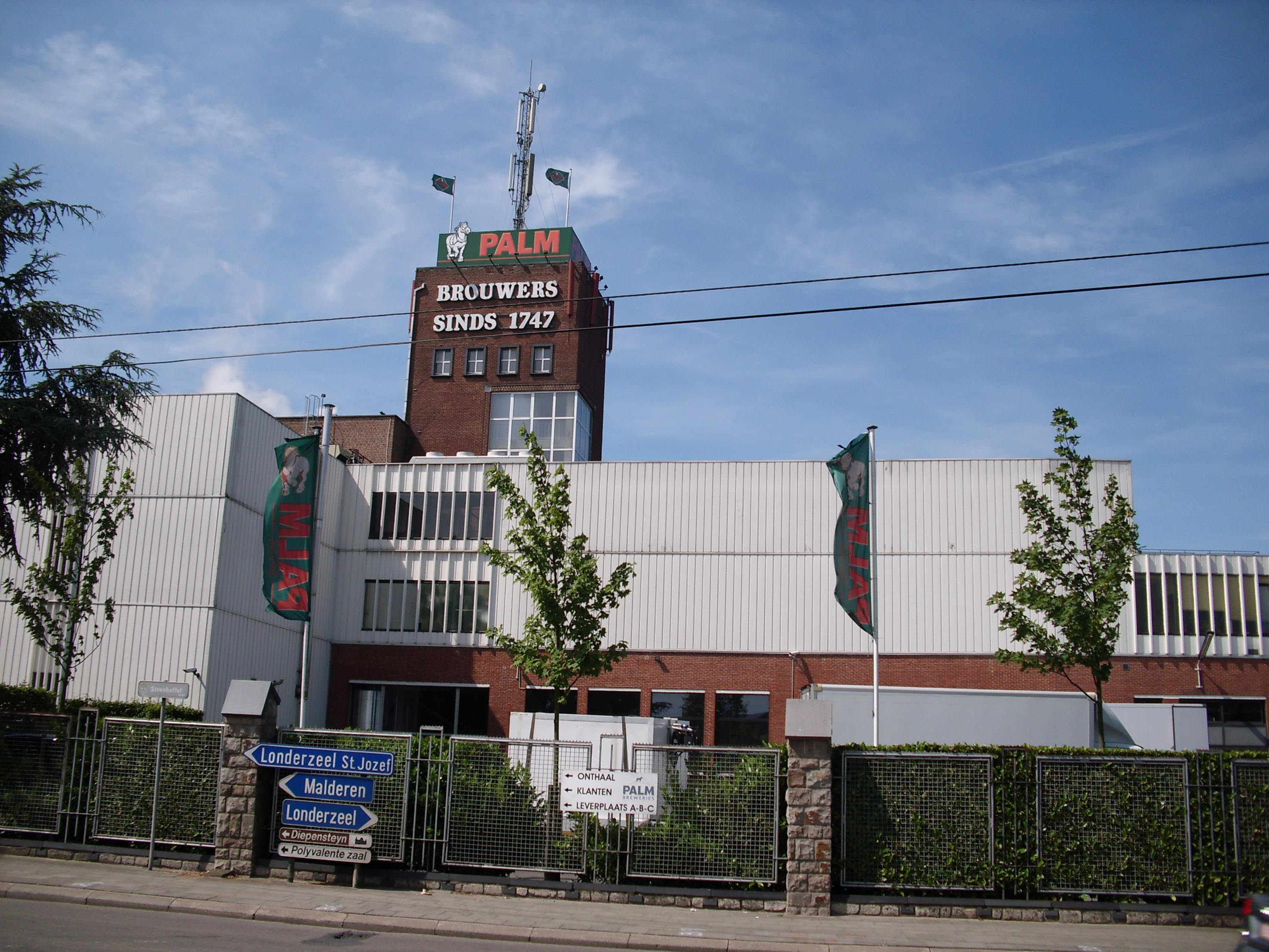
Brauerei Palm

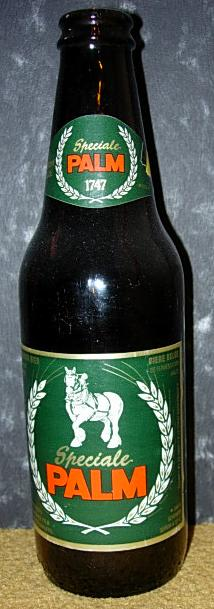
Palm-Bier

Palm Breweries ist eine belgische Brauerei. Das wichtigste Produkt der in Steenhuffel beheimateten und auf belgische Bierspezialitäten ausgerichteten Brauerei ist das unter den Amberbieren als unbestrittener Marktführer dominierende Palm. Darüber hinaus produziert Palm Breweries auch mit Brugge Tripel, Cornet, Steenbrugge, Rodenbach, Boon Geuze und Bockbier weitere Spezialbiere. Die Gesamtproduktion lag im Jahr 2004 bei 1.700.000 hl Bier. Die Brauerei war bis 2016 Mitglied der Gesellschaft Belgian Family Brewers.

## Geschichte
Die Geschichte von Palm lässt sich bis ins Jahr 1597 zurückverfolgen, als die Erwerbung eines Bauernhofes durch die Familie De Hoorn in Steenhuffel dokumentiert wurde. Doch das Bierbrauen in Steenhuffel und die Brauereien De Hoorn und De Valck wurden erst 1747 offiziell erwähnt. Aus der Brauerei De Hoorn ging nach dem Ersten Weltkrieg mit einer Expansion die Marke Palm hervor. Der Name wurde wegen der gleichlautenden Schreibweise im Niederländischen und im Französischen und wegen seiner Bedeutung als christliches Symbol gewählt. Ab 1929 wurde das Steenhuffeler Bier unter dem Namen „Speciale Palm“ über die Dorfgrenzen hinaus vertrieben. 1993 wurde ein Joint Venture mit Boon gegründet, das sich auf die Weiterführung der Produktion traditioneller Lambic-Biere konzentrierte. 1998 übernahm Palm den Rotbier-Spezialisten Brauerei Rodenbach. Nachdem die Produktion von Palm ab dem Jahr 1999 zu Teilen nach Kielce in Polen ausgelagert worden war, erwarb Palm Breweries 2001 Mehrheitsanteile an der Brügger Brauerei De Gouden Boom. Im Mai 2016 wurden die Palm-Brauereien von der niederländischen Bavaria-Gruppe übernommen.

## Produkte

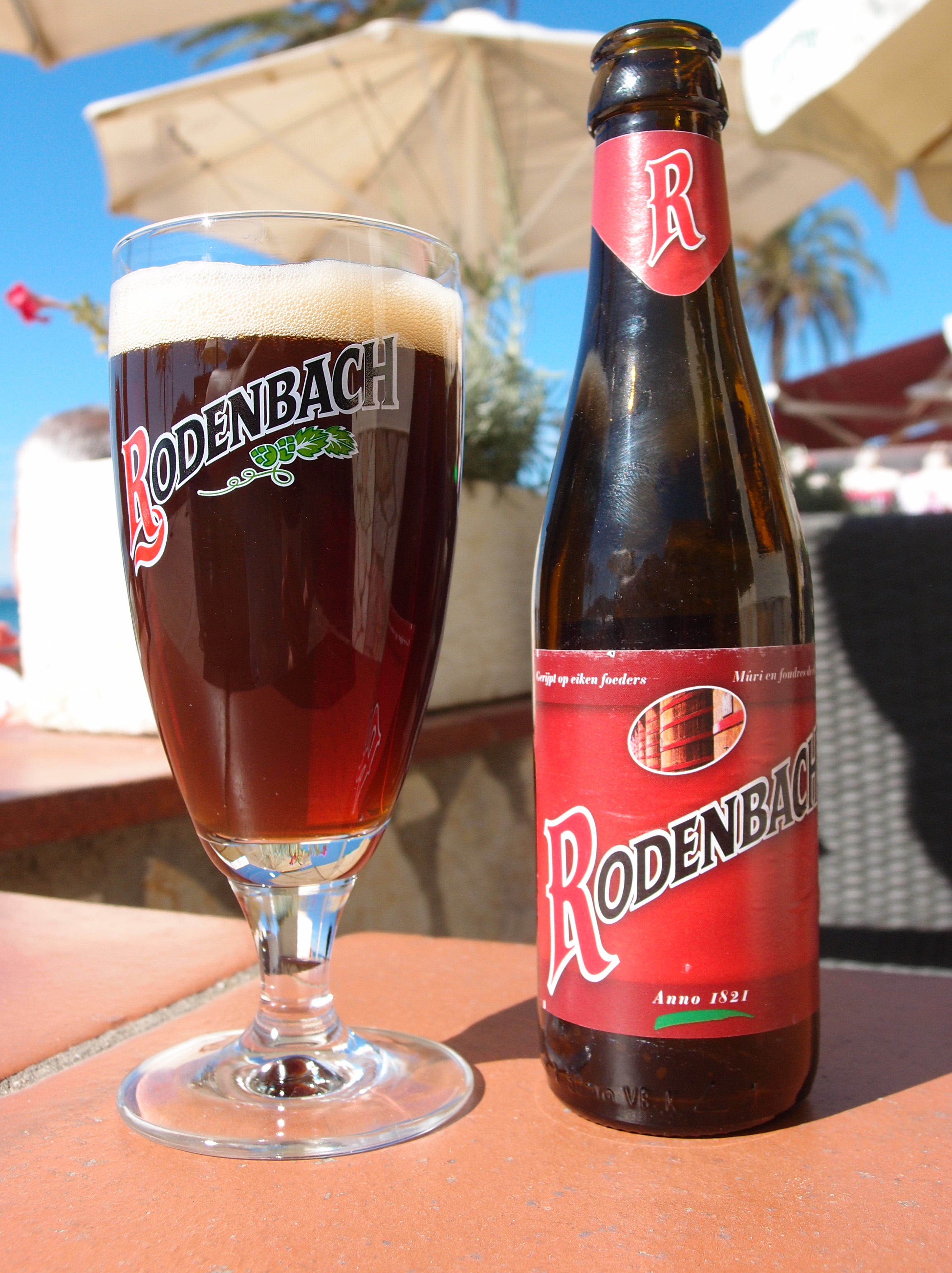
Rodenbach im Originalglas

Die umsatzmäßig beliebtesten Biere der Palm Breweries sind die Palm-Biere. Neben dem Amberbier Palm, das aus obergäriger Hefe, Gerstenmalz, Hopfen, einer Kräutermischung und Wasser aus einem artesischen Brunnen gewonnen wird und einen Alkoholgehalt von 5,4 % sowie einen Stammwürzegehalt von 12,4 °P aufweist, produziert die Brauerei auch Palm Royale (Alkoholgehalt 7,5 %; Stammwürze 16,5 °P), Palm Dobbel (Alkoholgehalt 6,2 %; Stammwürze 13,8 °P) und das alkoholfreie Palm Green (Alkoholgehalt <0,2 %; Stammwürze 7,5 °P). Auch ein Bockbier wird von Palm Breweries gebraut. Im Haus Rodenbach werden die Rotbiere Rodenbach (Alkoholgehalt 5,2 %; Stammwürze 12,3 °P) und Rodenbach Grand Cru (Alkoholgehalt 6,0 %; Stammwürze 14,0 °P) produziert. Die Steenbrugge-Abteibiere sind in den Varianten Steenbrugge Blond, Steenbrugge Dubbel Bruin, Steenbrugge Tripel und Steenbrugge Wit erhältlich. Von der Brügger Brauerei De Gouden Boom wurde das Bier De Gouden Boom übernommen und Boon produziert die spontangärenden Biere Boon Geuze, Boon Kriek und Boon Framboise.